# Łąkta Dolna
Łąkta Dolna – wieś w Polsce położona w województwie małopolskim, w powiecie bocheńskim, w gminie Trzciana.
W latach 1975–1998 miejscowość położona była w województwie tarnowskim.
W 1595 roku wieś Łąkta Nowa położona w powiecie szczyrzyckim województwa krakowskiego była własnością kasztelana małogojskiego Sebastiana Lubomirskiego.

## Położenie i ukształtowanie terenu
Miejscowość znajduje się na terenie Pogórza Wiśnickiego, które jest częścią Pogórza Zachodniobeskidzkiego, a to z kolei Pogórza Karpackiego. Zajmuje dolinę rzeki Sanki, zwanej też Potokiem Saneckim, oraz stoki obydwu wzgórz wznoszących się po obu stronach rzeki. Krajobraz jest typowy dla Pogórza – łagodne stoki poprzecinane potokami spływającymi z obu stron do rzeki. Potoki te często tworzą strome jary, zwykle zadrzewione na całej długości. Wzdłuż Sanki prowadzi droga powiatowa, odcinek Trzciana – Łąkta Górna. Zabudowania miejscowości ciągną się głównie wzdłuż tej drogi na stosunkowo płaskim dnie doliny, oraz wzdłuż bocznych dróg prowadzących od tej drogi do przysiółków. Odległość wsi od najbliższych miast: do Krakowa – 40 km, do Bochni – 20 km, do Limanowej – 20 km, do Nowego Wiśnicza – 12 km.

## Opis miejscowości
Miejscowość liczy około 1000 mieszkańców i zajmuje powierzchnię 671 ha. W Łąkcie Dolnej działa 8-klasowa szkoła podstawowa z oddziałem przedszkolnym, ochotnicza straż pożarna i świetlica z filią trzciańskiej biblioteki. Część wiernych należy do parafii w Trzcianie, a pozostali do parafii w Łąkcie Górnej.

## Części wsi
| SIMC    | Nazwa     | Rodzaj    |
| ------- | --------- | --------- |
| 0838890 | Działy    | część wsi |
| 0838909 | Glinki    | część wsi |
| 0838915 | Nagórze   | część wsi |
| 0838921 | Pańskie   | część wsi |
| 0838938 | Pasternik | część wsi |
| 0838944 | Półrolki  | część wsi |
| 0838950 | Sikornice | część wsi |
| 0838967 | Zadziele  | część wsi |

## Zabytki
Obiekty wpisane do rejestru zabytków nieruchomych województwa małopolskiego.
- cmentarz wojenny nr 305 z I wojny światowej,
- cmentarz wojenny nr 306 z I wojny światowej,
- cmentarz wojenny nr 307 z I wojny światowej.

Inne:
- Kapliczki i krzyże w Łąkcie Dolnej

## Zajęcia ludności
Gleby zaliczane są do gleb średnich lub dobrych, a większa część obszarów zajętych przez rolnictwo to płaskie dno doliny, lub stoki o niezbyt dużym nachyleniu. Stąd też rolnictwo nadal stanowi jedno z ważniejszych źródeł dochodów ludności. Owoce skupuje pobliska przetwórnia „Zamwinex” w Łąkcie Górnej. Istnieją też trzy fermy drobiu.
W ostatnich latach jednak coraz większa część ludności znajduje zatrudnienie w innych działach gospodarki. Największym przedsiębiorstwem, zatrudniającym ok. 100 osób jest „Hydrosprzęt” – zakład naprawy ciężkiego sprzętu budowlanego i drogowego.

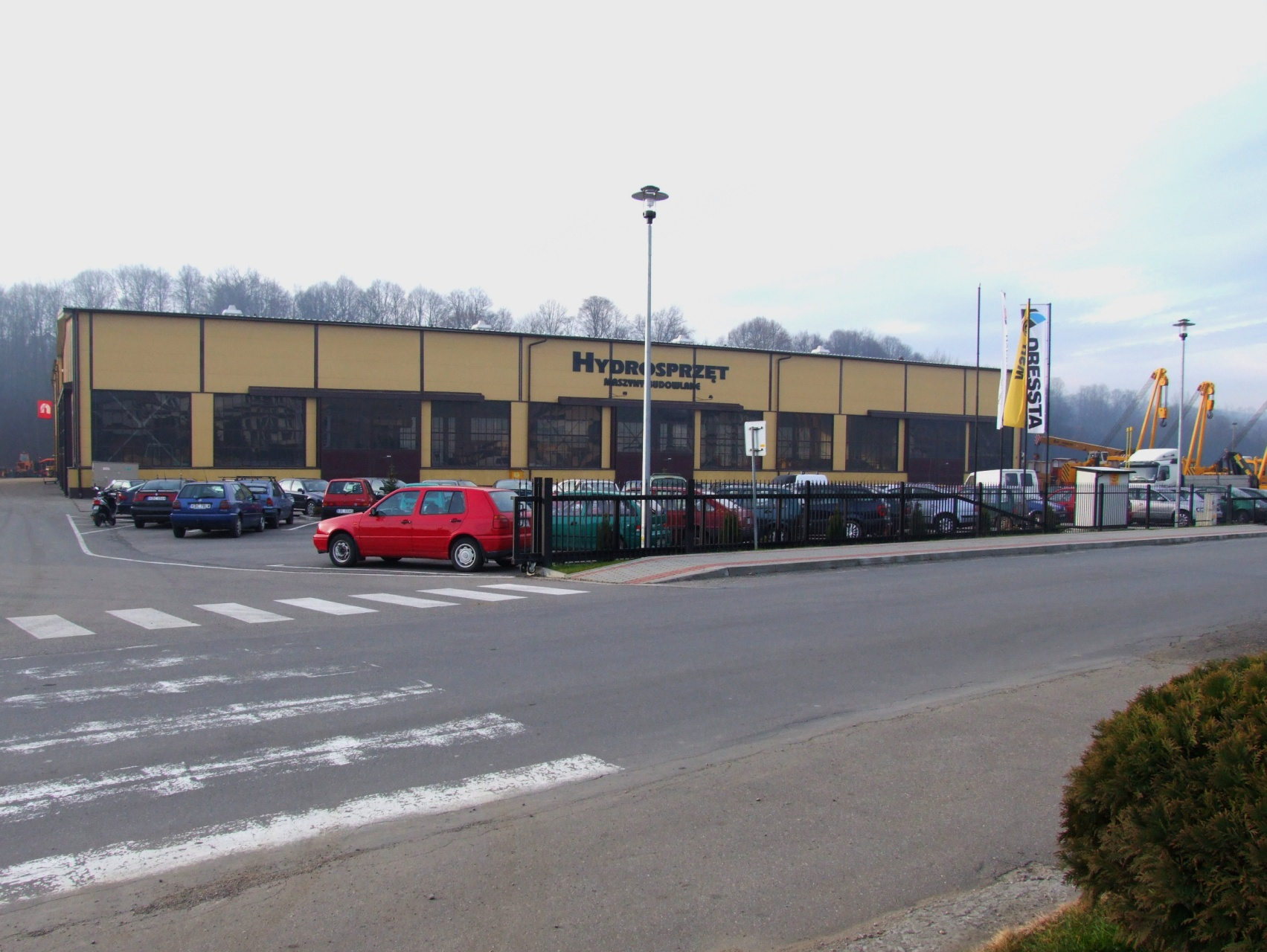
Hydrosprzęt
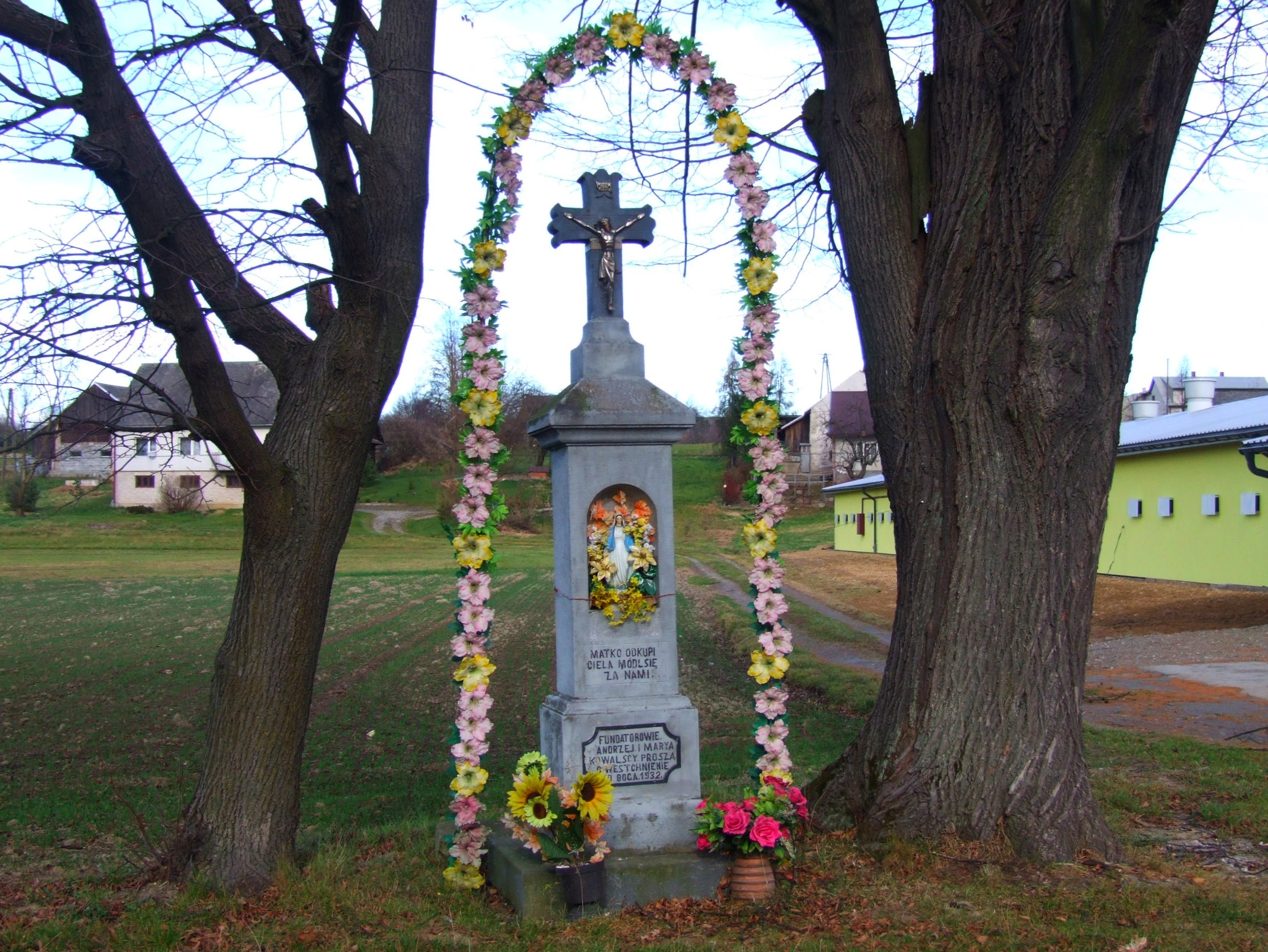
Przydrożna figurka
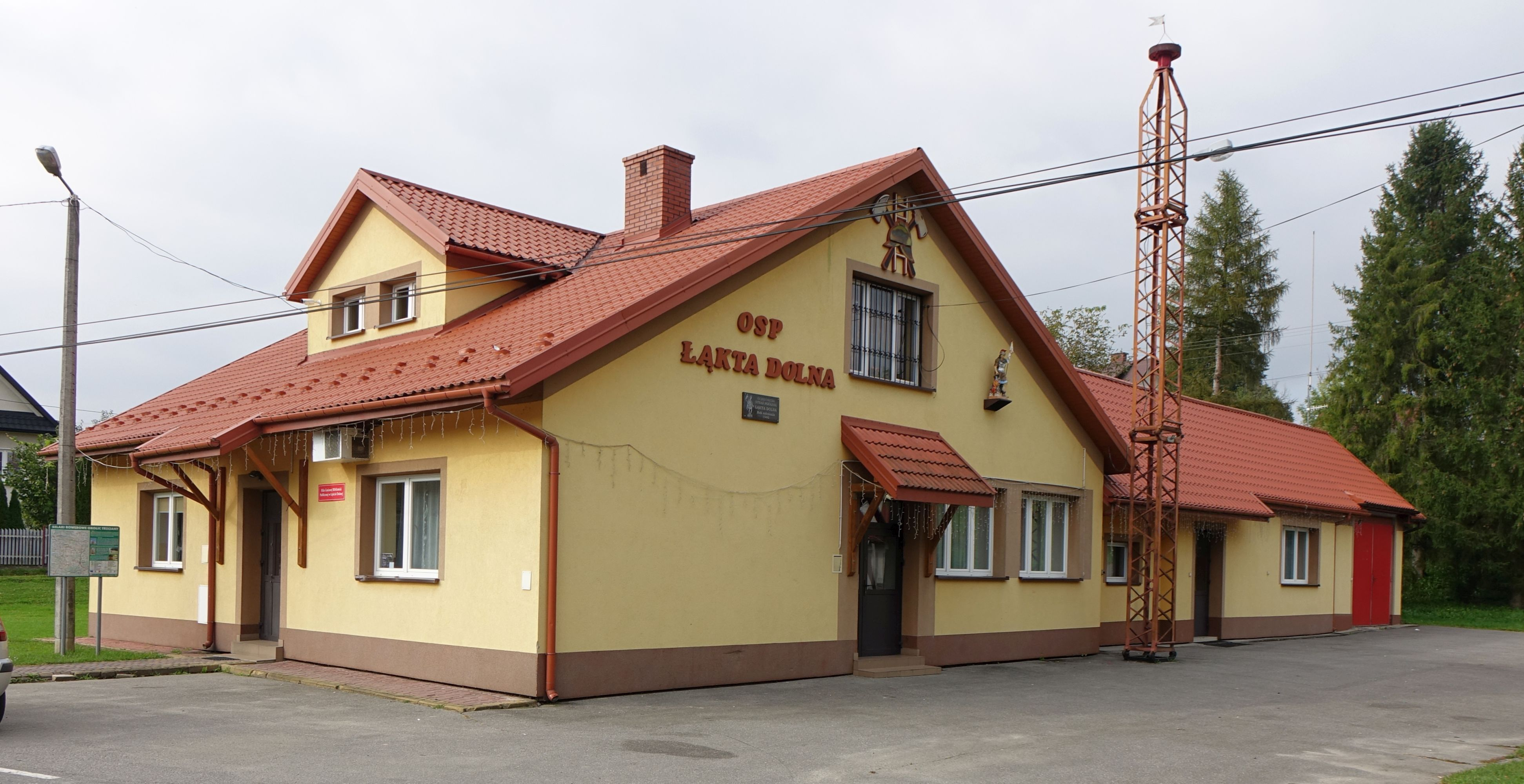
Świetlica wiejska
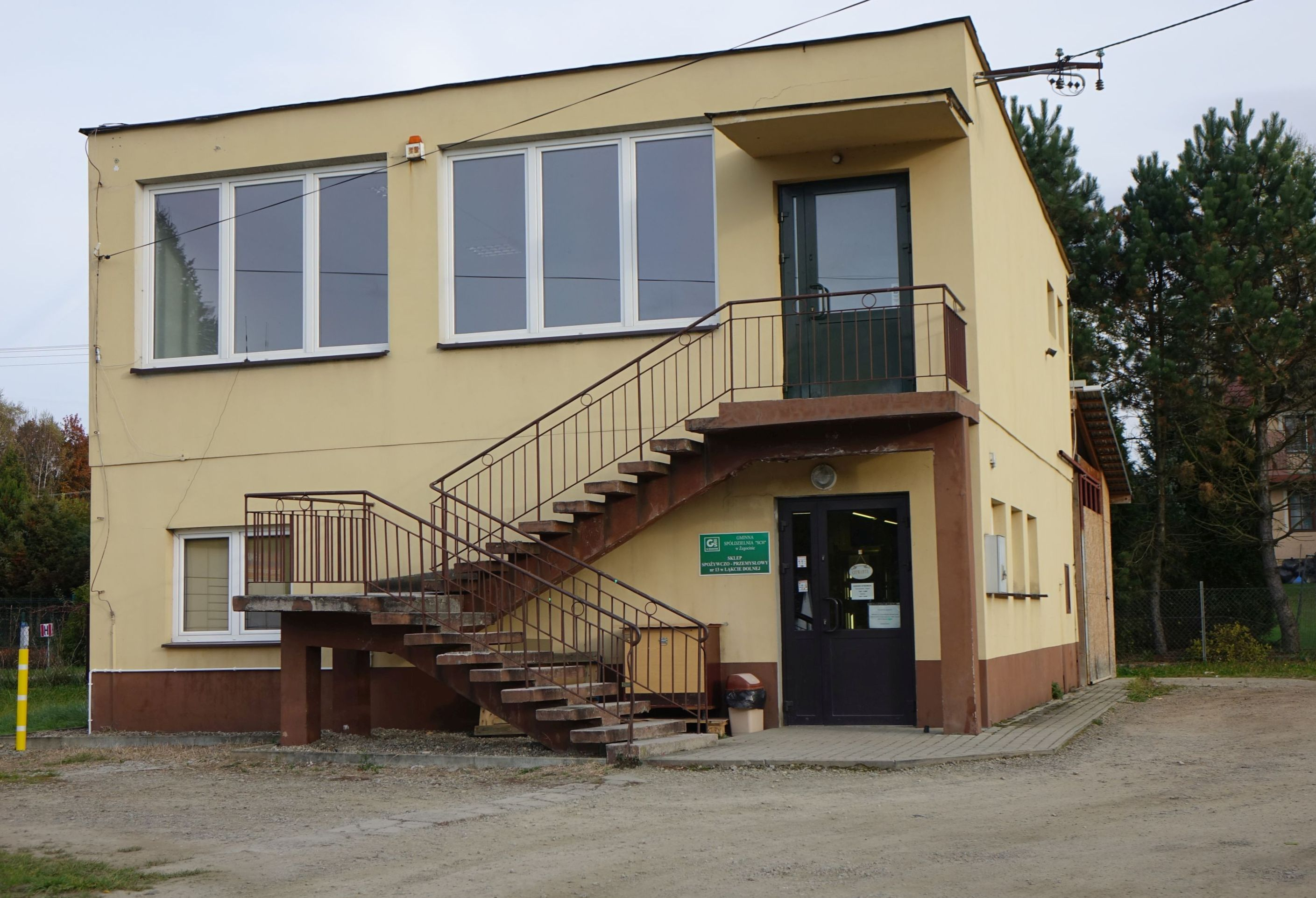
Sklep
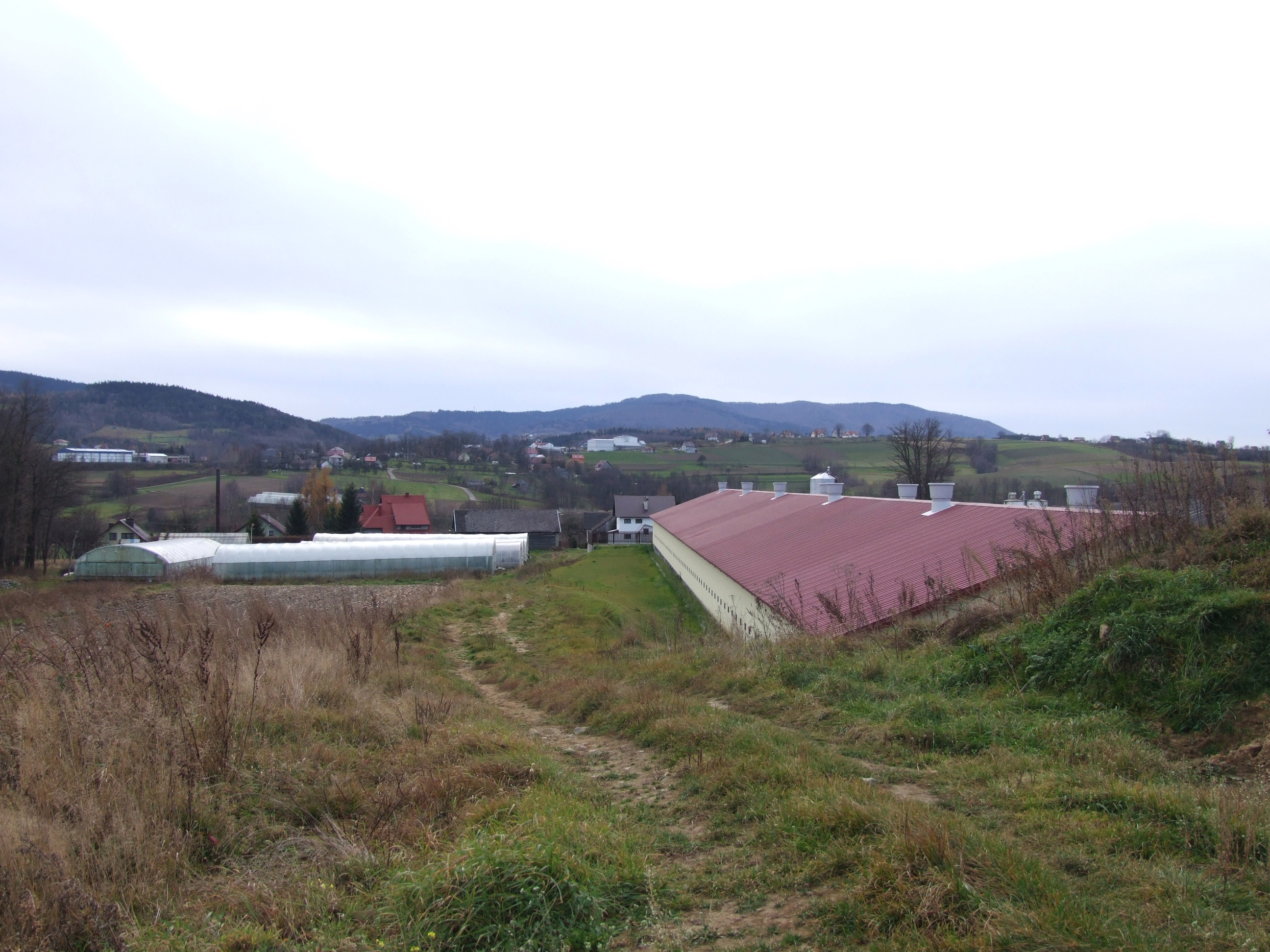
Fragment wsi
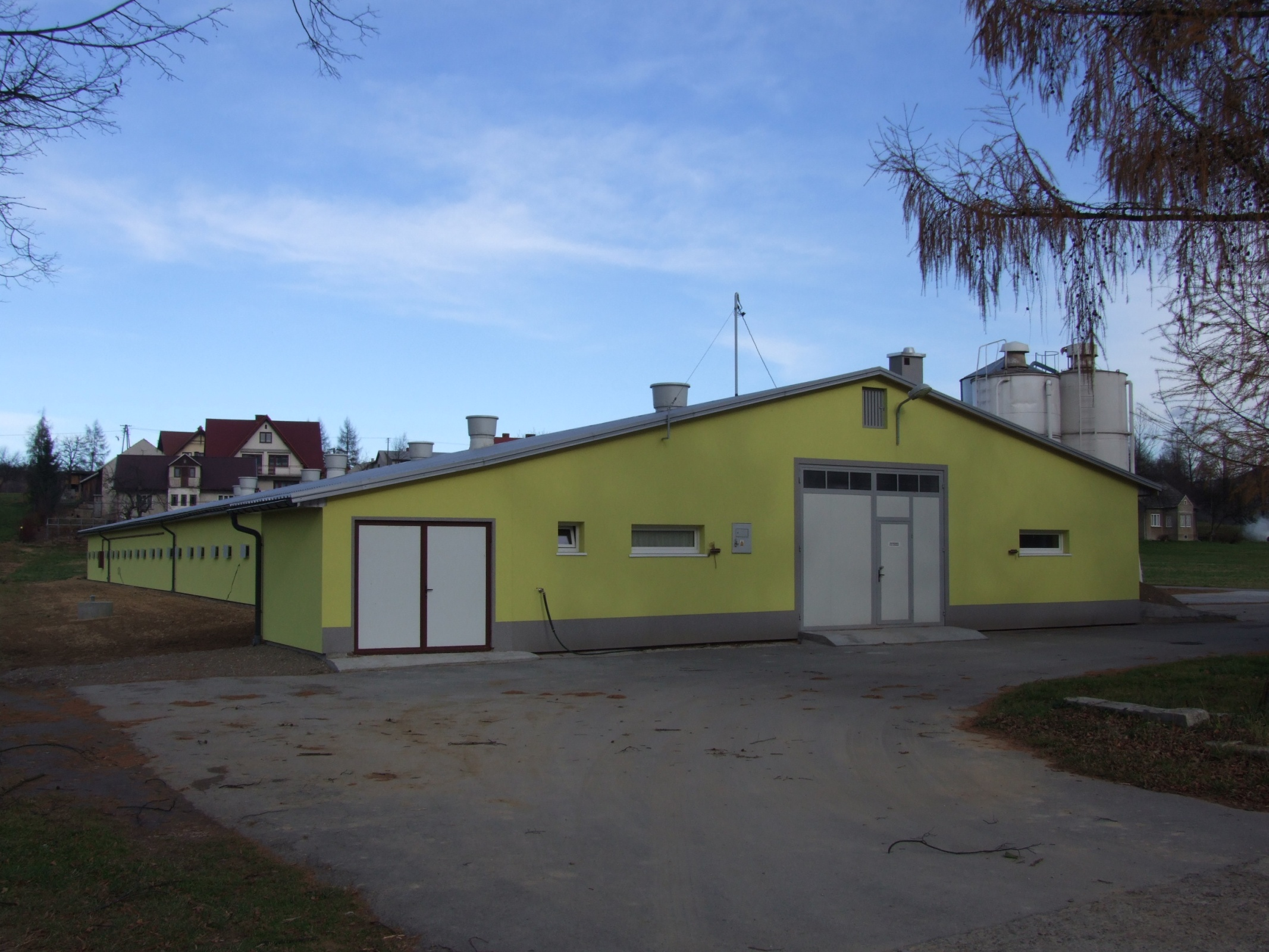
Ferma drobiu